# Madeuplexia retorta
Madeuplexia retorta là một loài bướm đêm trong họ Noctuidae.